# Wallers-en-Fagne
 Wallers-en-Fagne  es una población y comuna francesa, en la región de Norte-Paso de Calais, departamento de Norte, en el distrito de Avesnes-sur-Helpe y cantón de Trélon.
Hasta agosto de 2007 se dominaba oficialmente Wallers-Trélon.

## Demografía
| 282 | 257 | 251 | 225 | 219 | 215 |
| Para los censos de 1962 a 1999 la población legal corresponde a la población sin duplicidades (Fuente: INSEE [Consultar]) |     |     |     |     |     |